# Mont Capell
El Mont Capell és una muntanya de 1.192,9 metres del terme comunal de Sant Llorenç de Cerdans, de la comarca del Vallespir, a la Catalunya del Nord.
Es troba a llevant del terme, a ran mateix del límit amb Maçanet de Cabrenys, en una entrada d'aquest terme municipal dins del de Sant Llorenç de Cerdans.
En aquest turó hi ha les fites transfronterera número 546 i 547, la primera, que és una fita grossa, de ciment, en el pla situat a ponent del turó, i la segona, que és una creu gravada en una roca que mira al sud, a la carena que davalla cap a llevant, en el Camp del Pomer. Aquesta línia discorre pel vessant sud-oriental del turó, on entre venint del sud-est i se'n va cap a l'est, formant un profund arc còncau, per després seguir cap a llevant seguint el Serrat de la Font de la Nantilla, on hi ha la fita 548, després cap al Serrat de la Falguerona, on es troba la 549, i el Corral de la Falguerona, on es troba la 550. Després puja al Puig Moixer, amb la fita 551.